# Epifitismo

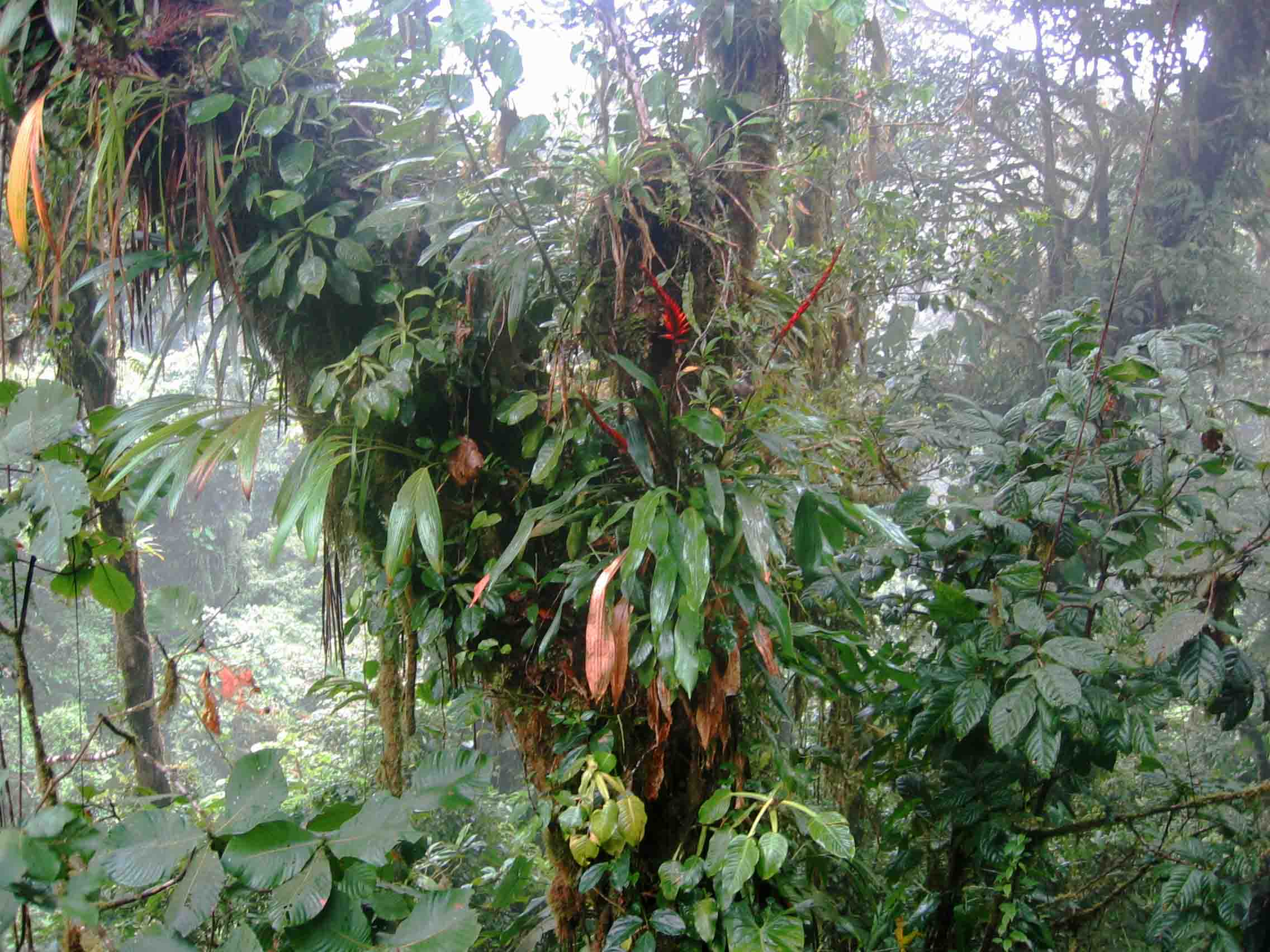
Árvore suportando, sobre seu tronco e ramos, numerosas plantas epífitas, no Parque Santa Elena, na Costa Rica.

Epifitismo é uma relação de inquilinismo entre duas plantas ou algas, na qual uma planta (epífita) vive sobre a outra (forófito), utilizando-se apenas de apoio e sem dela retirar nutrientes e sem estabelecer contato com o solo. O epifitismo é muito comum nas florestas tropicais e abundante em comunidades de algas. Nas florestas, sua evolução teve como característica marcante a conquista de melhores espaços, em termos de insolação, acompanhada por condições de maior estresse para aquisição de água e nutrientes. Em ambientes aquáticos, deve-se apenas a existência de substrato sólido e fixo disponível para colonização. Disitinguem-se das hemiepífitas por terem um ciclo de vida que não inclui em qualquer das suas etapas o enraizamento no solo.

## Etimologia
O termo epífito foi cunhado em 1815 por C.F. Mirbel e vem da junção dos termos gregos epí (sobre) e phyto (planta), significando, portanto "sobre planta". Tornou-se mais conhecido com as obras de Andreas Franz Wilhelm Schimper sobre epífitas das "índias ocidentais" e das américas.
O termo forófito, por sua vez, é utilizado em oposição a hospedeiro pois este denota relação parasítica. Provém da junção das palavras foro (sustentar) e fito (planta), podendo ser substituído por árvore-suporte.

## Epífitas aquáticas
A ecologia das epífitas aquáticas difere das registradas em ambientes terrestres. Em ambientes aquáticos, especialmente os marinhos as epífitas são espécies de algas e bactérias, e mais raramente macrófitas. Alguns pesquisadores também incluem nesta categoria organismos como fungos, esponjas, briozoários, ascidias, protozoários, crustáceos, moluscos assim como qualquer organismos séssil que cresce na superfícies de plantas, tipicamente ervas marinhas e árvores de mangue, ou em algas. Elevadas abundâncias de epífitas podem afetar negativamente as plantas-suporte causando danos físicos ou levando a morte, particularmente das ervas marinhas. Isto deve-se ao fato de que, em elevadas densidades, as epífitas podem chegar a bloquear a luz solar impedindo a fotossíntese do hospedeiro. Epífitas em ambientes marinhos conhecidamente crescem em velocidades altas e se reproduzem com facilidade. 

## Epífitas terrestres

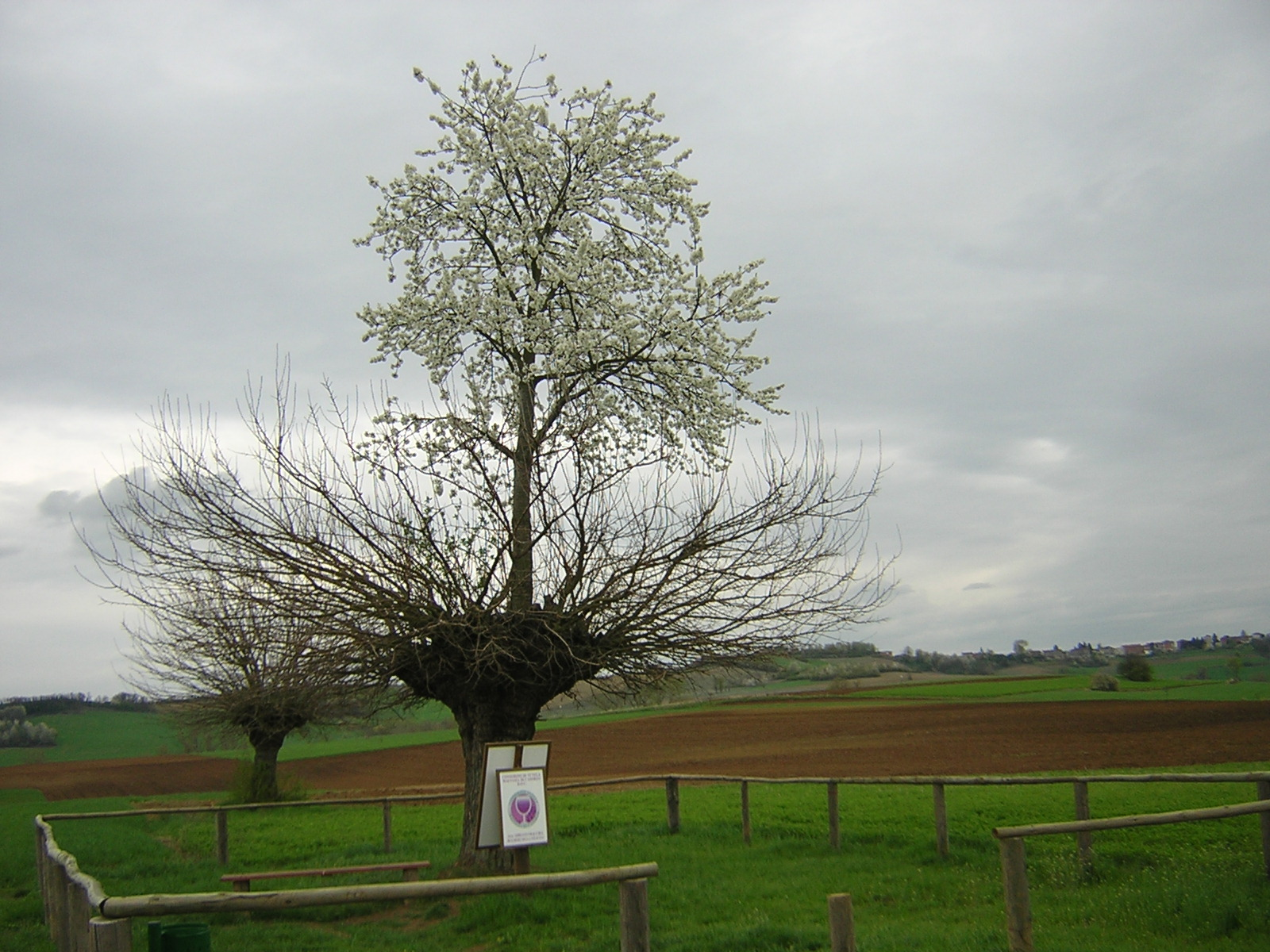
O Bialbero di Casorzo, Itália

Epífitas são plantas que, sem contato com o solo, necessitam do suporte fornecido por árvores para seu desenvolvimento. Nos ambientes florestais podem ser divididas em epífitas avasculares, formadas principalmente por hepáticas e musgos, e vasculares, que incluem principalmente pteridófitas e angiospermas e, mais raramente, gimnospermas.
Suas raízes se fixam externamente nos troncos ou galhos e nunca emitem estruturas haustoriais, nem ocorre contato com o xilema ou floema dos forófitos. Plantas com estas habilidades são denominadas hemiparasitas, quando invadem o xilema, ou parasitas quando invadem o floema. As epífitas podem estar expostas a elevados índices de insolação, extremos de temperatura e umidade além de variações na quantidade de água disponível. Para sobreviver necessitam de adaptações, tanto nos aspectos morfológicos quanto fisiológicos.

Em geral, as epífitas vicejam sobre o tronco das árvores e dispõe de raízes superficiais que se espalham pela casca e que absorvem a matéria orgânica em decomposição disponível. Muitas vezes, as raízes são acompanhadas por um fungo microscópico que faz uma associação mutualística conhecida como micorriza, que se encarrega de transformar a matéria orgânica morta em sais minerais, facilitando a sua absorção pela planta. Por vezes, o epífito não absorve matéria prima da superfície da árvore ou arbusto, e suas raízes podem ser atrofiadas ou ausentes, de modo que o epífito utiliza seu hospedeiro apenas como suporte para alcançar seu ambiente ideal nos estratos da floresta.

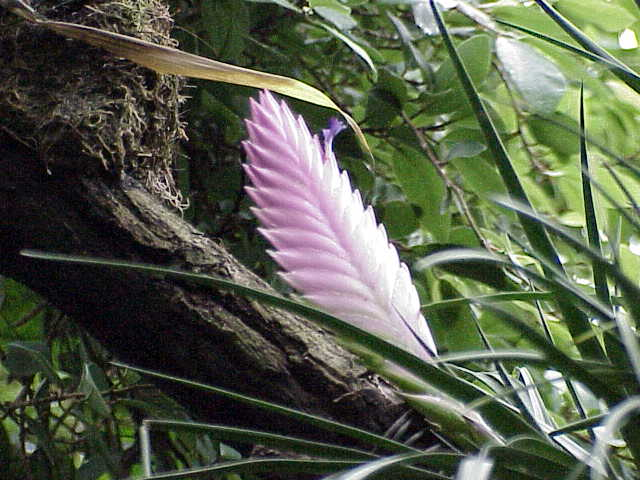
Bromélia

As epífitas jamais buscam alimento nos organismos hospedeiros. Suas raízes superficiais não absorvem a seiva da planta hospedeira, não há qualquer relação de parasitismo. Ou seja, a presença de epífitas não prejudica a árvore ou arbusto onde elas vegetam. A incidência de espécies epífitas diminui à medida que se aumenta a distância para a Linha do Equador, ou afasta-se das florestas úmidas para áreas mais secas. Alguns exemplos de epífitas são as polipodiáceas (fetos ou samambaias); cactáceas (flor-de-maio); as bromeliáceas (bromélias ou gravatás); as orquidáceas (orquídeas).
Espécies epífitas são particularmente comuns entre as Bryophyta, Pteridophyta, Orchidaceae, Gesneriaceae, Begoniaceae, Bromeliaceae e Araceae. Há também certas algas verdes que vivem sobre árvores em terra firme.

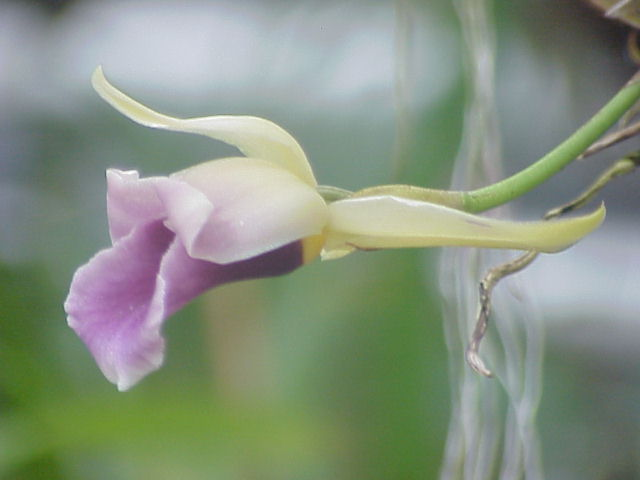
Orquídea

No caso das bromélias, existem as epífitas e as não epífitas: todas têm seu cálice em forma de rosa no ponto onde as folhas se juntam, numa chamada "disposição rosácea"; este mecanismo faz com que recebam água da chuva, poeira e pequenos insetos mortos, que, decompostos pela água e misturados à poeira, serão aproveitados em sua nutrição.
As orquídeas têm cerca de 800 gêneros, quase 35 000 espécies já catalogadas e aproximadamente 5 000 em processo de catalogação até 2004. Estão presentes em todos os continentes, menos nas áreas polares. Têm as raízes revestidas com uma espécie de velame: um tecido formado por células mortas que atuam como uma esponja, absorvendo a umidade e nutrientes.